# Antoni Jawornicki
Antoni Aleksander Jawornicki (ur. 20 grudnia 1886 w Warszawie, zm. 19 czerwca 1950, tamże) – polski architekt i urbanista, członek TUP oraz warszawskiego oddziału SARP.

## Życiorys
Był synem Adama Jawornickiego i Ludwiki z domu Mac Rot.  Uczył się w męskim V Rządowym Gimnazjum Filologicznym w Warszawie oraz w Gimnazjum im. gen. Pawła Chrzanowskiego przy ul. Smolnej (późn. XVIII LO im. Jana Zamoyskiego). Następnie ukończył studia malarskie w Monachium, a w 1911 ukończył studia na École spéciale d’architecture w Paryżu. Następnie odbywał praktykę zawodową w pracowni architekta Auguste Perreta. 
Po powrocie do Warszawy w 1913 pracował jako architekt przy budowie hotelu Polonia oraz przebudowie hotelu Europejskiego. W okresie niemieckiej okupacji w trakcie I wojny światowej działał w Straży Obywatelskiej. Od 1917 pracował w Biurze Regulacji i Pomiarów, tworząc plany zagospodarowania przestrzennego dla Warszawy. W 1917 podjął również pracę w Katedrze Budownictwa Miejskiego, Wydziale Architektury Politechniki Warszawskiej, w której pracował do 1928, oraz kierował Wydziałem Urbanistyki miasta stołecznego Warszawy. W 1920 zaciągnął się na ochotnika do Wojska Polskiego. W 1923 został współzałożycielem Towarzystwa Urbanistów Polskich, którego został również członkiem. W 1929 działał jako członek Komisji Rewizyjnej TUP.
W 1932 wraz z rzeźbiarzem Edwardem Wittigiem zrealizował pomnik Lotnika na placu Unii Lubelskiej (Jawornicki opracował cokół i otoczenie pomnika). W 1938 pracował również jako sędzia konkursowy Stowarzyszenia Architektów Polskich. 
W czasie powstania warszawskiego Jaworniccy wyjechali z Warszawy do Żdżar, a ich dom został zniszczony. Antoni Jawornicki powrócił do miasta po wojnie i rozpoczął pracę w Biurze Odbudowy Stolicy, w którym zajął się m.in.: odbudową Pałacu Namiestnikowskiego, zaprojektował odbudowę hotelu Europejskiego, a także kościół pw. Świętych Apostołów Piotra i Pawła na Pyrach. Dom Jawornickiego przy ul. Górnośląskiej 20 (obecnie ul. Myśliwieckiej 16) został odbudowany w latach 1948–1950 i częściowo zwrócony jemu i jego rodzinie.
Został pochowany na cmentarzu w Pyrach.

### Życie prywatne
W 1912 poślubił Leokadię Radziszewską, z którą miał dwie córki: Hannę i Marię Magdalenę.

## Realizacje
Wśród realizacji Jawornickiego znalazły się przede wszystkim obiekty i przekształcenia urbanistyczne w Warszawie. Niemniej niektóre jego budynki jego autorstwa zlokalizowane są w Poznaniu, ponadto zaprojektował również kąpielisko na Helu oraz miasta ogrody.

### Miasta ogrody
Specjalizował się w projektowaniu miast ogrodów, wśród nich, zaprojektował poniższe osiedla i miejscowości:
- Czerniaków,
- Ulrychów,
- Podkowa Leśna (1925),
- Kolumna (1927)[2].

### Budynki
- Gmach Powszechnego Zakładu Ubezpieczeń Wzajemnych przy ul. Kopernika 36/40 w Warszawie[2],
- Szpital Praski pw. Przemienienia Pańskiego w Warszawie[5],
- Domy w Kolonii Lubeckiego w Warszawie (1924–1926)[4],
- Kamienica Mieczysława Broniewskiego przy ul. Narbutta 22 w Warszawie (1938)[6]
- Gmach YMCA przy ul. Konopnickiej 6 w Warszawie (1929–1939),
- Budynek Banku Cukrownictwa przy ul. Karowej 20 w Warszawie[2], Warszawa (po 1930) – współautor: Juliusz Nagórski,
- Dom Podoficerski FKW przy ul. Puławskiej 4/6/8 w Warszawie (1932)[4],
- Budynek Stacji Filtrów Pośpiesznych przy ul. Koszykowej 81 w Warszawie (1933)[2],
- Kościół w Pyrach (1948)[1].

### Inne realizacje
- Kolonia Profesorska – willowe osiedle Spółdzielni Mieszkaniowej Profesorów Wydziału Architektury Politechniki Warszawskiej,
- Rozbudowa placu św. Floriana na Pradze w Warszawie,
- Plan regulacyjny Poznania,
- Aleja lipowa wzdłuż ul. Żwirki i Wigury (1925)[2],
- Rozbudowa placu Teatralnego w Warszawie (1927)[4],
- Projekt osiedla na Żoliborzu (1931)[1],
- Rozbudowa placu Saskiego w Warszawie (1935, obecnie plac Józefa Piłsudskiego)[4],
- Projekt przebicia ul. Marszałkowskiej przez Ogród Saski do pl. Żelaznej Bramy i ul. Żabiej (1948)[2].